# Portia Doubleday
Portia Ann Doubleday (Los Angeles, 22 giugno 1988) è un'attrice statunitense.

## Biografia
Nata e cresciuta a Los Angeles è figlia degli attori Frank Doubleday e Christina Hart. Anche la sorella maggiore Kaitlin è un'attrice. Raggiunge la notorietà nel 2009, anno in cui intraprende il ruolo di Sheeni Saunders in Youth in Revolt, trasposizione cinematografica dell'omonimo romanzo. Il suo personaggio è stato descritto come "avaro e particolarmente complesso" dalla stessa attrice durante un'intervista per il Los Angeles Times.
Ha anche interpretato Chris Hargensen nel film Lo sguardo di Satana - Carrie, distribuito nel 2013; per poter svolgere la parte, Portia ha dovuto tingere i capelli in castano in modo da rispettare il personaggio del romanzo a cui la pellicola si è ispirata. A partire dal 2015 veste i panni di Angela Moss, amica d'infanzia e collega di lavoro del protagonista Elliot (interpretato da Rami Malek) nella serie televisiva di successo Mr. Robot, prodotta dall'emittente televisivo USA Network.

## Filmografia

### Cinema
- Legend of the Mummy, regia di Jeffrey Obrow (1998)
- Youth in Revolt, regia di Miguel Arteta (2009)
- Almost Kings, regia di Philip G. Flores (2010)
- Big Mama - Tale padre, tale figlio (Big Mommas: Like Father, Like Son), regia di John Whitesell (2011)
- K-11, regia di Jules Stewart (2012)
- Lei (Her), regia Spike Jonze (2013)
- Lo sguardo di Satana - Carrie (Carrie), regia di Kimberly Peirce (2013)
- Cenerentola in passerella (After the Ball), regia di Sean Garrity (2015)
- 14th Annual VES Awards, regia di Joe DeMaio (2016)
- Fantasy Island, regia di Jeff Wadlow (2020)

### Televisione
- Mr. Sunshine – serie TV, 13 episodi (2011)
- Mr. Robot – serie TV (2015-2019)

### Cortometraggi
- 18 (2009)
- In Between Days (2010)
- Howard Cantour .com (2012)

## Doppiatrici italiane
Nelle versioni in italiano dei suoi lavori, Portia Doubleday è stata doppiata da:
- Erica Necci ne Lo sguardo di satana - Carrie, Cenerentola in passerella
- Valentina Mari in Big Mama - Tale padre, tale figlio
- Virginia Brunetti in Mr. Sunshine
- Elena Perino in Mr. Robot
- Eva Padoan in Fantasy Island